# Иван Тухчиев
Иван Куртев Тухчиев  роден в Панагюрище през 1851 г. Като младеж за десетина години пребивава в Цариград, където помага с каквото може в хана и в свещоливницата на баща си Кузо, както са наричани простонаодно тези с имена Курти. После заминава за Русия, където получава известна подготовка като артилерист. По-късно се включва за участие в сръбското Черногорско въстание през 1874 – 1876 година. При тези обстоятелства наблюдава използването дървени топчета, и се запознава с тяхното устройство и начин на действие. След това воюва в Сръбско-турската война през 1876 г.
Иван Куртев същата година се завръща в Панагюрище и предлага на Георги Бенковски и братята Найден и Пею Дренски да измайсторят черешови топчета. Павел Бобеков и Лука Ланджев, който е служил в турска военноснабдителна част и съученик на Хафъз паша, откликват с готовност. Те приемат предложението и когато Куртев бива заподозрян и емигрира в Русия делото поема Стоил Финджеков. Иван Куртев служи в Доброволческата бригада на генерал Михаил Черняев. На 21 април 1877 г. постъпва в опълчението, получава орден за боя при Стара Загора на 19 юли 1878 г. Участва в Съединението и в Сръбско-българската война. Умира на 1 септември 1924 г. в родния си град.